# Ajo I.
Ajo I. († 642 bei Siponto) war von 641 bis 642 Herzog von Benevent.

## Leben
Ajo war der Sohn von Arichis I. und wurde 641 dessen Nachfolger als Herzog von Benevent, obwohl Arichis kurz vor seinem Tod Ajos Ziehbrüder Raduald und Grimoald zu seinen Nachfolgern bestimmt hatte.
Da Ajo offenbar geistig unzurechnungsfähig war, musste das Herzogtum durch eine Regentschaft seiner Ziehbrüder Raduald und Grimoald verwaltet werden. Im Jahre 642 landeten slawische Plünderer in der Nähe von Siponto an der Adriaküste. Ajo machte sich persönlich auf, um an der Spitze seiner Truppen die Eindringlinge zu vertreiben, doch geriet er mit seinem Pferd in eine der von den Slawen um ihr Lager ausgehobenen Fallgruben, wo er von ihnen überwältigt und erschlagen wurde.
Als Raduald von Ajos Tod erfuhr, überfiel und vertrieb er die Slawen. Daraufhin wurde Raduald Ajos Nachfolger.